# Missy Franklin
Melissa "Missy" Jeanette Franklin (Pasadena, 10 de maio de 1995) é uma ex-nadadora norte-americana, campeã olímpica.

## Carreira
Franklin ganhou cinco medalhas no Campeonato Mundial de Esportes Aquáticos de 2011, e duas medalhas no Campeonato Mundial de Natação em Piscina Curta. Bateu o recorde mundial nos 4×100m medley (piscina curta).
Ela bateu o recorde mundial dos 200 metros costas (piscina curta) e o recorde americano nos 200 metros costas (piscina longa).
Nos Jogos Olímpicos de Londres 2012 ela competiu em sete provas: quatro individuais (100 e 200 metros livres, 100 e 200 metros costas) e os três revezamentos americanos (4x100 m livres e medley e 4x200 m livres) e conseguiu quatro medalhas de ouro e uma de bronze.
Em dezembro de 2018, Franklin anunciou o fim da carreira, aos 23 anos, justificando a decisão com uma dor crónica no ombro que a perturba desde 2015.